# 船屋形
船屋形（ふなやかた）是日本的一处历史建筑。原为江户时代姫路藩（姫路市）的大名参勤交代时遊覧使用的“御座船”的屋形部分，建造年代推定为1682年至1704年之间。
1953年（昭和28年）8月29日，因其历史文化价值颇高，同类建筑保存至今者稀少，指定为国家重要文化財。
1980年，该建筑移築到兵库县神户市中央区的相楽園内。